# VIA Rail

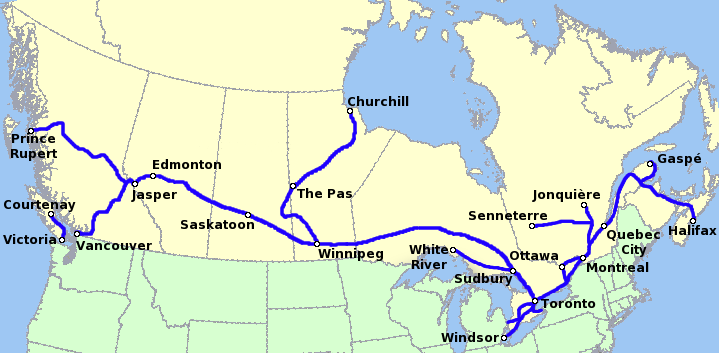
Szlaki obsługiwane przez VIA Rail

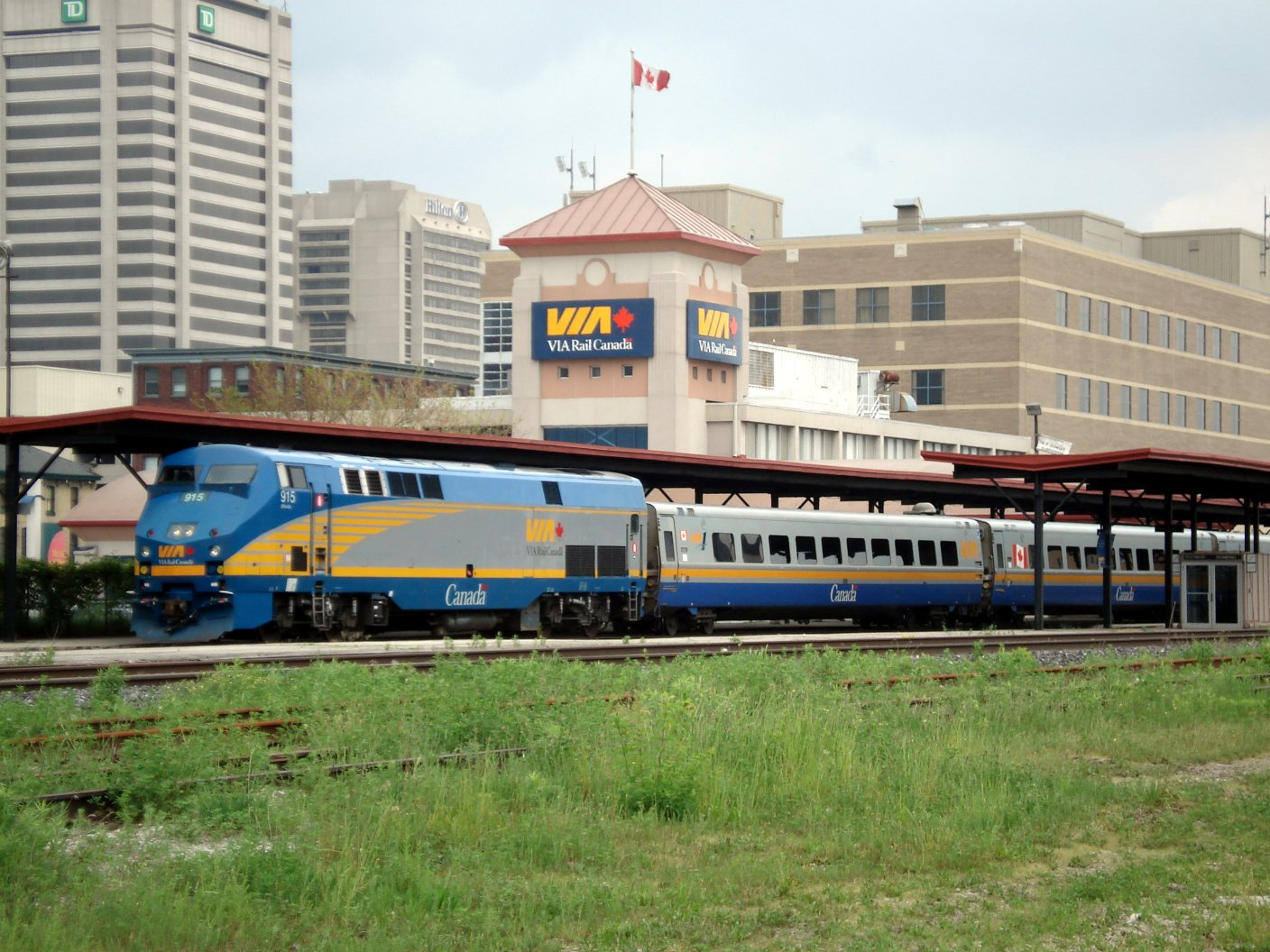
Pociąg VIA Rail w London

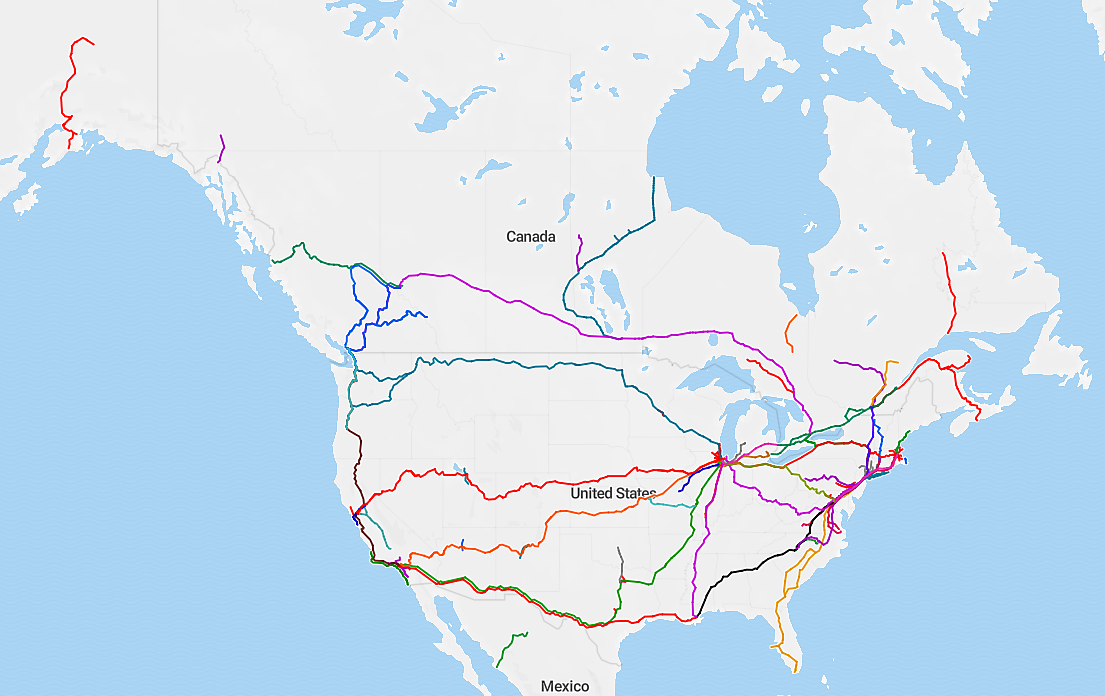
Pociągi pasażerskie w Ameryce Północnej (mapa interaktywna)

VIA Rail Canada (nazwa oficjalna, częściej używana nazwa to VIA Rail lub VIA) to przedsiębiorstwo należące do rządu Kanady (Crown Corporation) obsługujące międzymiastowe pociągi pasażerskie.
Działa w obecnej formie od 1978. Jest kanadyjskim odpowiednikiem amerykańskiego rządowego przedsiębiorstwa Amtrak.